# Мокрелипе
Мокрелипе (пол. Mokrelipie) — деревня в Замойском повете Люблинского воеводства Польши. Входит в состав гмины Радечница. Находится примерно в 28 км к западу от центра города Замосць. По данным переписи 2011 года, в деревне проживало 403 человека.
В 1975—1998 годах деревня входила в состав Замойского воеводства.

## Население
Демографическая структура по состоянию на 31 марта 2011 года:
|         | Всего | До трудоспособного возраста | Трудоспособного возраста | Старше трудоспособного возраста |
| ------- | ----- | --------------------------- | ------------------------ | ------------------------------- |
| Мужчины | 189   | 36                          | 123                      | 30                              |
| Женщины | 214   | 34                          | 110                      | 70                              |
| Всего   | 403   | 70                          | 233                      | 100                             |